# 30. Jahrhundert v. Chr.
Portal Geschichte | Portal Biografien | Aktuelle Ereignisse | Jahreskalender | Tagesartikel

◄ |
4. Jt. v. Chr. |
3. Jahrtausend v. Chr. | 2. Jt. v. Chr.  ►

◄ |
32. Jh. v. Chr. |
31. Jh. v. Chr. |
30. Jahrhundert v. Chr. |
29. Jh. v. Chr. |
28. Jh. v. Chr. |
►
Das 30. Jahrhundert v. Chr. begann am 1. Januar 3000 v. Chr. und endete am 31. Dezember 2901 v. Chr. Dies entspricht dem Zeitabschnitt 4950 bis 4851 vor heute oder dem Intervall 4393 bis 4273 Radiokohlenstoffjahre.

## Zeitalter/Epoche
- Subboreal (3710 bis 450 v. Chr.).
- Spätneolithikum in Mitteleuropa (3500 bis 2800 v. Chr.) und Nordisches Mittelneolithikum in Nordeuropa (3300 bis 2350 v. Chr.).
- Das Frühhelladikum begann im heutigen Griechenland.[1][2]
- Vorpalastzeit auf Kreta.[3][4]

## Ereignisse/Entwicklungen
- Die Weltbevölkerung betrug um 3000 v. Chr. etwa 14 Millionen Menschen.[5]
- Dritte Auswanderungswelle aus dem Raum der Kurgankultur.
- Erste Besiedlung im Moseltal bei Bernkastel-Kues.
- Ab/um 3000 v. Chr.:
  - austronesische Expansion im westlichen Pazifikraum.
  - Auf den Philippinen werden die Petroglyphen von Angono angefertigt.
  - Caral, die älteste bekannte Stadtsiedlung auf dem amerikanischen Kontinent, entsteht.
  - In Uruk kommt es zu großen Umbrüchen: der gesamte Siedlungshügel wird eingeebnet und neue Bauten werden errichtet (Uruk III). Mögliche Ursachen sind ein Dammbruch bzw. Auseinandersetzungen zwischen Sumerern und Semiten.
  - Zahlreiche Begräbnisse am Mound of the Hostages (Duma na nGiall) in Tara (Irland).
- 3000 bis 2900 v. Chr.:
  - Erste städtische Behausungen in Byblos, das bereits Verbindungen mit Ägypten besitzt.

## Erfindungen und Entdeckungen
- um 3000 v. Chr.:
  - In Ägypten wird Papyrus als Beschreibstoff benutzt[6].
  - Das Lama und das Alpaka werden in Südamerika domestiziert[7].
- Seit mindestens 3000 v. Chr. sind Leiern und Harfen bei den Sumerern in Mesopotamien bekannt[8][9].
- Ab 3000 v. Chr.:
  - Einführung des Schekels als Gewichtseinheit in Mesopotamien.

## Persönlichkeiten

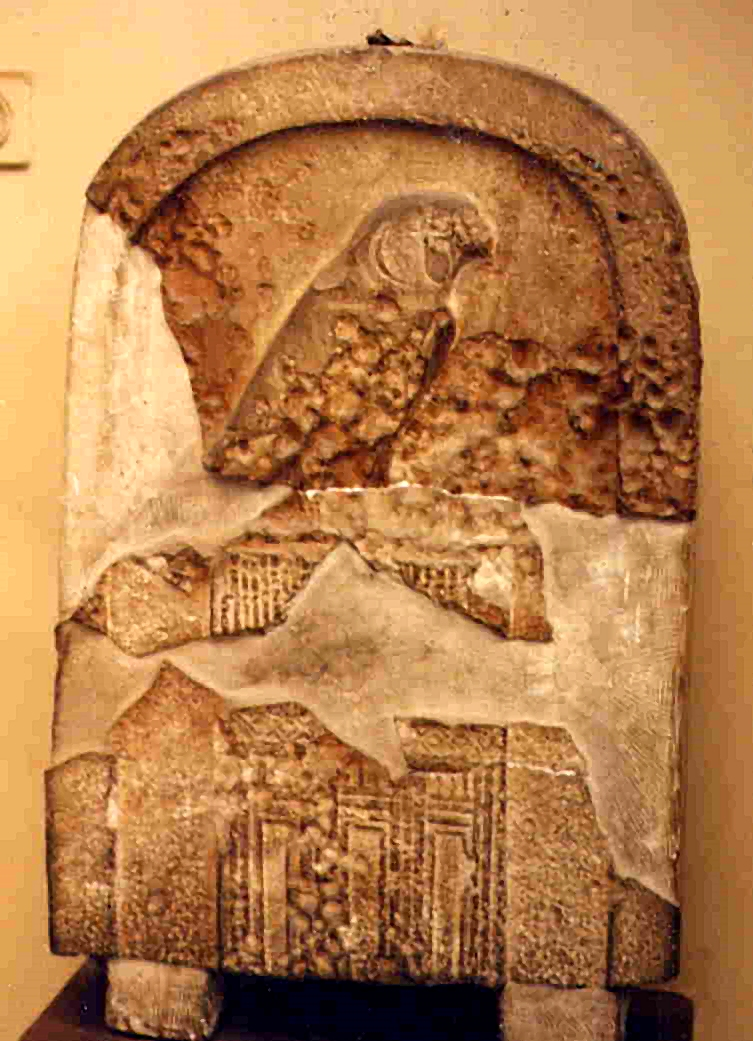
Grabstele des Djer aus Abydos

Hinweis: Die Regierungsjahre lassen sich in diesem Jahrhundert noch nicht genau bestimmen. Von daher handelt es sich um ungefähre Schätzungen. Die angegebenen Altersangaben beruhen alle auf Hornung, Krauss und Warburton (2006).

### Pharaonen von Ägypten
Erste Dynastie:
- Hor-Aha (um 3000 v. Chr. bis 2980 v. Chr.)
- Teti I. (um 2980 v. Chr.) – umstritten
- Djer (um 2980 v. Chr. bis 2960 v. Chr.)
- Wadji (um 2960 v. Chr. bis 2930 v. Chr.)
- Meritneith – Gemahlin von Wadji
- Den (um 2930 v. Chr. bis 2910 v. Chr.)
- Anedjib (um 2910 v. Chr. bis 2890 v. Chr.)

## Archäologische Kulturen

### Kulturen in Nordafrika

Der Burghügel von Troja

- Capsien (9000 bis 3000 v. Chr.) in Algerien und in Tunesien
- Tenerium (5200 bis 2500 v. Chr.) in der Ténéré-Wüste mit Fundstätte Gobero
- In Nubien besteht ab 3200 v. Chr. eine organisierte Gesellschaft, die jedoch bis 2600 v. Chr. ein Vasall Oberägyptens bleibt
- 1. Dynastie (3080 bis 2890 v. Chr.) in Ägypten

### Kulturen in Mesopotamien und im Nahen Osten
- Dschemdet-Nasr-Zeit (3100 bis 2900 v. Chr.) in Mesopotamien (Sumer)[11]

- Irak:
  - Uruk – Uruk 3
  - Ninive – Ninive 5
  - Nippur – Nippur XIV-XII
  - Tappa Gaura – Gaura 8

- Iran:
  - Dschiroft-Kultur (4000 bis 1000 v. Chr.)
  - Schahr-e Suchte I (3200 bis 2800 v. Chr.).
  - Proto-Elamiter (3200 bis 2700 v. Chr.)
    - Tappe Sialk IV (3500 bis 3000/2900 v. Chr.)
    - Tepe Yahya IV B (3000 bis 2500 v. Chr.), protoelamisch
    - Susa III (3100 bis 2900 v. Chr.)

- Syrien:
  - Tell Brak (6000 bis 1360 v. Chr.)
  - Tell Chuera (5000 bis 1200 v. Chr.)
  - Tell Hamoukar (4500 bis 2000 v. Chr.)
  - Gegen 3000 v. Chr. etabliert sich das erste Königreich in Ebla (Phase Mardikh IIa – 3000 bis 2400 v. Chr.)

- Türkei:
  - Amuq – Amuq G
  - Malatya (ab 3500 v. Chr.) – Malatya 6B
  - Mersin – Mersin 12
  - Gründung von Troja um 3000/2950 v. Chr. (Troja I – 3000 bis 2600 v. Chr.)

- Bahrain:
  - Begin der Dilmun-Kultur (3000 bis 600 v. Chr.)

### Kulturen in Ostasien
- China:
  - Yangshao-Kultur (5000 bis 2000 v. Chr.), Zentral- und Nordchina:
  - Die Hongshan-Kultur (4700 bis 2900 v. Chr.) in Nordostchina endet mit Auslaufen des Jahrhunderts
  - Dawenkou-Kultur (4100 bis 2600 v. Chr.), entlang Gelbem Meer
  - Yingpu-Kultur (3500 bis 2000 v. Chr.) in Taiwan
  - Liangzhu-Kultur (3400/3300 bis 2200 v. Chr.) in Südostchina
  - Die Nuomuhong-Kultur (3300 bis 2900 v. Chr.), Qaidam-Becken verschwindet am Ausgang des Jahrhunderts
  - Longshan-Kultur (3200 bis 1850 v. Chr.) am mittleren und unteren Gelben Fluss
  - Karuo-Kultur (3200 bis 2000 v. Chr.) in China und Tibet

- Japan:
  - Beginn der Mittleren Jōmon-Zeit – Jōmon IV (3000 bis 2000 v. Chr.)

- Vietnam:
  - Đa-Bút-Kultur (4000 bis 1700 v. Chr.)

- Industal:
  - Indus-Kultur: Ravi-Aspekt der Hakra-Phase von Harappa I (3300 bis 2800 v. Chr.)

- Belutschistan:
  - Mehrgarh: Periode VI (3000 bis 2700 v. Chr.)
  - Nal-Kultur (3800 bis 2200 v. Chr.)

- Sibirien:
  - Afanassjewo-Kultur (3500 bis 2500 v. Chr.) in Südsibirien (Altai-Region)
  - Glaskowo-Kultur (3200 bis 2400 v. Chr.) in Sibirien, Mongolei und Südostrussland

### Kulturen in Europa
- Nordeuropa:
  - Bootaxtkultur (4200 bis 2000 v. Chr.) in Skandinavien und Baltikum

- Nordosteuropa:
  - Grübchenkeramische Kultur (4200 bis 2000 v. Chr. – Radiokarbonmethode: 5600 bis 2300 v. Chr.) in Norwegen, Schweden, Baltikum, Russland und Ukraine
  - Rzucewo-Kultur (5300 bis 1750 v. Chr.) im Baltikum und Polen
  - Narva-Kultur (5300 bis 1750 v. Chr.) in Estland, Lettland und Litauen

- Osteuropa:
  - Jamnaja-Kultur (3600 bis 2300 v. Chr.) in Russland, und in der Ukraine
  - Kura-Araxes-Kultur (3500/3000 bis 2000/1900 v. Chr.) im Kaukasus
  - Fatjanowo-Kultur (3200 bis 2300 v. Chr. nach Anthony) in Russland[12]
  - Esero-Kultur (3300 bis 2700/2500 v. Chr.) im östlichen Balkan

- Südosteuropa:
  - Griechenland:

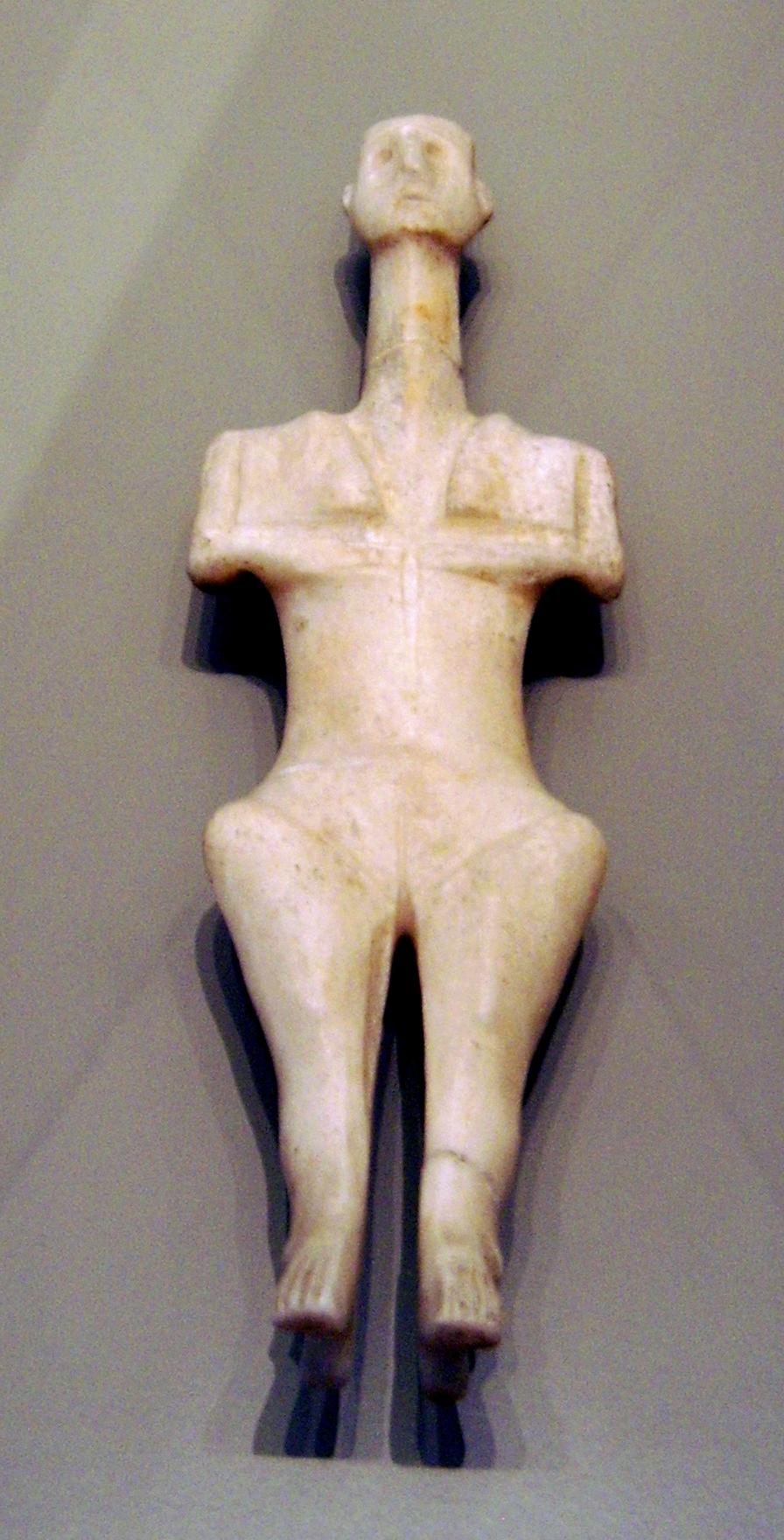
Idol der Grotta-Pelos-Kultur (3000–2700 v. Chr.), vermutlich aus Delos, Antikensammlung Berlin

    - Griechisches Festland, Frühhelladische Phase FH I (3000 bis 2700 v. Chr.)
    - Kykladenkultur (3200 bis 1100 v. Chr.), Frühkykladische Phase FK I (3000 bis 2700 v. Chr.) mit Grotta-Pelos-Kultur (3000 bis 2650 v. Chr.)

  - Kreta – frühminoische Vorpalastzeit FM I (3000 bis 2700 v. Chr.)

- Mitteleuropa:
  - Trichterbecherkultur (nördliches Mitteleuropa) – 4200 bis 2800 v. Chr.
  - Badener Kultur (3500 bis 2800 v. Chr.) in Österreich, Ungarn
  - Chamer Kultur – Bayern, Tschechien, Österreich – 3500 bis 2700 v. Chr.
  - Wartberg-Kultur in Nordhessen – 3500 bis 2800 v. Chr.
  - Horgener Kultur (3500 bis 2800 v. Chr.) in der Schweiz und in Südwestdeutschland
  - Remedello-Kultur (3400 bis 2400 v. Chr.) in Norditalien
  - Vlaardingen-Kultur (3350 bis 1950 v. Chr.) in den Niederlanden
  - Walternienburg-Bernburger Kultur (3200 bis 2800 v. Chr.)
  - Havelländische Kultur (3200 bis 2800 v. Chr.) in Ostdeutschland
  - Gaudo-Kultur (3150 bis 2300 v. Chr.) in Süditalien
  - Kugelamphoren-Kultur (3100 bis 2700 v. Chr.) in Mitteleuropa (bis Ukraine)

- Westeuropa:
  - Kultur der Grooved Ware in Großbritannien und Irland (3400 bis 2000 v. Chr.)
    - Skara Brae auf den Orkney-Inseln (um 3180 v. Chr. bis 2500 v. Chr.)

  - Peterborough Ware (3400 bis 2500 v. Chr.) in Großbritannien
  - Chassey-Lagozza-Cortaillod-Kultur (4600 bis 2400 v. Chr.)
  - Seine-Oise-Marne-Kultur (3100 bis 2000 v. Chr.) in Nordfrankreich und Belgien
  - Almeríakultur (3250 bis 2550 v. Chr.) in Südostspanien – Almeria I
  - Megalithkulturen:
    - Frankreich (4700 bis 2000 v. Chr.)
    - Iberische Halbinsel (4000 bis 2000 v. Chr.) – Spanien und Portugal
      - Los Millares (3200 bis 1800 v. Chr.)

    - Malta: Tarxien-Phase (3300/3000 bis 2500 v. Chr.) – Tempel von Tarxien, Ħaġar Qim
    - Sardinien: Ozieri-Kultur (gewöhnlich 4300/4000 bis 3200 v. Chr., nach Spätdatierung 3200 bis 2800 v. Chr.)
    - England: Gemäß einer Neudatierung entsteht die Megalithstruktur von Stonehenge ab 3000 v. Chr.[13]

### Kulturen in Amerika
- Nord- und Zentralamerika:
  - Archaische Periode. Errichtung von Mounds in den östlichen Waldgebieten ab 4000 v. Chr.

- Südamerika:
  - Chinchorro-Kultur (7020 bis 1500 v. Chr.) in Nordchile und Südperu
  - Valdivia-Kultur (3950 bis 1750 v. Chr.) in Ecuador
    - Norte-Chico-Kultur (3500 bis 1800 v. Chr.) in Peru mit Caral (ab 3000 v. Chr.), Präkeramikum IV – VI

  - San-Agustín-Kultur (3300 v. Chr. bis 1550 n. Chr.) in Kolumbien